# Leber-Taz
Leber-Taz ist eine osttimoresische Aldeia im Suco Leber (Verwaltungsamt Bobonaro, Gemeinde Bobonaro). 2015 lebten in der Aldeia 352 Menschen.

## Geographie
Leber-Taz reicht vom Lelepo, einem Nebenfluss des Loumeas, im Zentrum Lebers bis an die Nordgrenze zum Suco Tapo. Westlich befindet sich die Aldeia Butuc, südlich die Aldeia Mabelis, südöstlich die Aldeia Holbese und östlich die Aldeia Holsa Taz. Den Süden von Leber-Taz durchzieht der Gebirgszug des Berges Leber, dessen Gipfel mit (1413 m) das „Dreiländereck“ von Laber-Taz, Holsa Taz und Holbese bildet. Nördlich des Berges verläuft auf einem kleineren Bergrücken eine Straße, die durch die Dörfer Leber-Taz und Tawaloto führt.
Im Dorf Leber-Taz befinden sich der Sitz des Sucos und ein Friedhof. Im benachbarten Tawaloto befindet sich die Grundschule.

## Politik
2023 wurde Apolinario Diniz zum Chefe de Aldeia gewählt.